# Danske Nazister til parade for Fritz Clausen
|  | Denne artikel er oprettet af botten Steenthbot ud fra en ekstern database. Den kan derfor have sproglige fejl eller mangler. Denne skabelon kan fjernes efter kontrol af indholdet. |

Danske Nazister til parade for Fritz Clausen er en dansk dokumentarisk optagelse.

## Handling
Danske Nazister til parade for Fritz Clausen på Vognmandsmarken.